# لئونارد وایتینگ
لئونارد وایتینگ (انگلیسی: Leonard Whiting؛ زادهٔ ۳۰ ژوئن ۱۹۵۰) بازیگر و خوانندهٔ اهل بریتانیا است.
از فیلم‌هایی که وی در آن نقش داشته‌است می‌توان به بازی در نقش رومئو در رومئو و ژولیت، اثر زفیرلی اشاره کرد؛ نقشی که جایزهٔ گلدن گلوب برای ستاره جدید سال را با آن به دست آورد.
وایتینگ در اواسط دهه ۱۹۷۰ اکثراً از بازیگری در عرصه فیلم کناره‌گیری کرد و پس از آن تمرکز خود را بر فعالیت در تئاتر، به عنوان بازیگر و نویسنده قرار داد. او در لندن زندگی می‌کند.
او در فیلم فرانکشتاین: داستان واقعی و دوران کودکی، حرفه و نخستین تجربه جاکومو کازانووا، اهل ونیز بازی کرده است.